# Мидлсбро (унитарная единица)

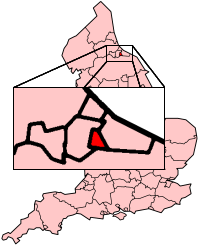
Унитарная единица Мидлсбро на карте Англии

Ми́длсбро (англ. Middlesbrough)— унитарная административная единица на севере церемониального графства Северный Йоркшир.

## История
Образована 1 апреля 1996 года путём преобразования района Мидлсбро бывшего неметропольного графства Кливленд в унитарную единицу и перехода в церемониальное графство Северный Йоркшир (Local Government Commission for England (1992)).

## География
Занимает площадь 54 км² и граничит на востоке с унитарной единицей Редкар-энд-Кливленд, на юге с неметропольным графством Северный Йоркшир, на западе с унитарной единицей Стоктон-он-Тис (часть церемониального графства Северного Йоркшира), на севере с унитарной единицей Стоктон-он-Тис (часть церемониального графства Дарем).

## Население
На территории унитарной единицы Мидлсбро проживает 134 855 человек, при средней плотности населения 2503 чел./км² (2001 год). Главный и крупнейший город унитарной единицы — Мидлсбро.

## Политика
Совет унитарной единицы Мидлсбро состоит из 48 депутатов, избранных в 23 округах. В результате последних выборов 30 мест в совете принадлежат лейбористам.

## Спорт
В городе Мидлсбро базируется профессиональный футбольный клуб «Мидлсбро», обладатель Кубка Футбольной Лиги 2004 года, выступающий в сезоне 2010/2011 в Чемпионате Футбольной Лиги. «Мидлсбро» принимает гостей на стадионе Риверсайд (35 тыс. зрителей).